# Rio nell'Elba
Rio nell'Elba est une frazione (hameau) de la commune italienne de Rio, située sur l'île d'Elbe, dans la province de Livourne, dans la région Toscane, dans le centre de l'Italie.
Institué le 1er janvier 2018, Rio nell'Elba devient la Comune sparso Rio par la fusion avec la commune de Rio Marina.

## Géographie
Rio nell'Elba est située au Nord-Est de l'île d'Elbe.

## Culture
L'écrivain français Hervé Guibert repose au cimetière de Rio nell'Elba.

## Administration
Liste des maires de la municipalité de Rio nell'Elba jusqu'à sa suppression
| Période                                  | Période | Identité           | Étiquette                         | Qualité |
| ---------------------------------------- | ------- | ------------------ | --------------------------------- | ------- |
| 2004                                     | 2009    | Catalina Schezzini |                                   |         |
| 2009                                     | 2014    | Danilo Alessi      | Lista Civica Uniti per Rio        | Maire   |
| 2014                                     | 2017    | Claudio De Santi   | Lista Civica Noi per Rio Castello | Maire   |
| Les données manquantes sont à compléter. |         |                    |                                   |         |